# Pitcairnia matudae
Pitcairnia matudae är en gräsväxtart som beskrevs av Lyman Bradford Smith. Pitcairnia matudae ingår i släktet Pitcairnia och familjen Bromeliaceae. Inga underarter finns listade i Catalogue of Life.